# Acura RDX
Acura RDX – osobowy samochód sportowo-użytkowy produkowany przez japońską firmę Acura od 2006 roku jako następca modelu SLX.

## Acura RDX I
Acura RDX I zadebiutowała podczas targów motoryzacyjnych w Nowym Jorku w 2006 roku. 

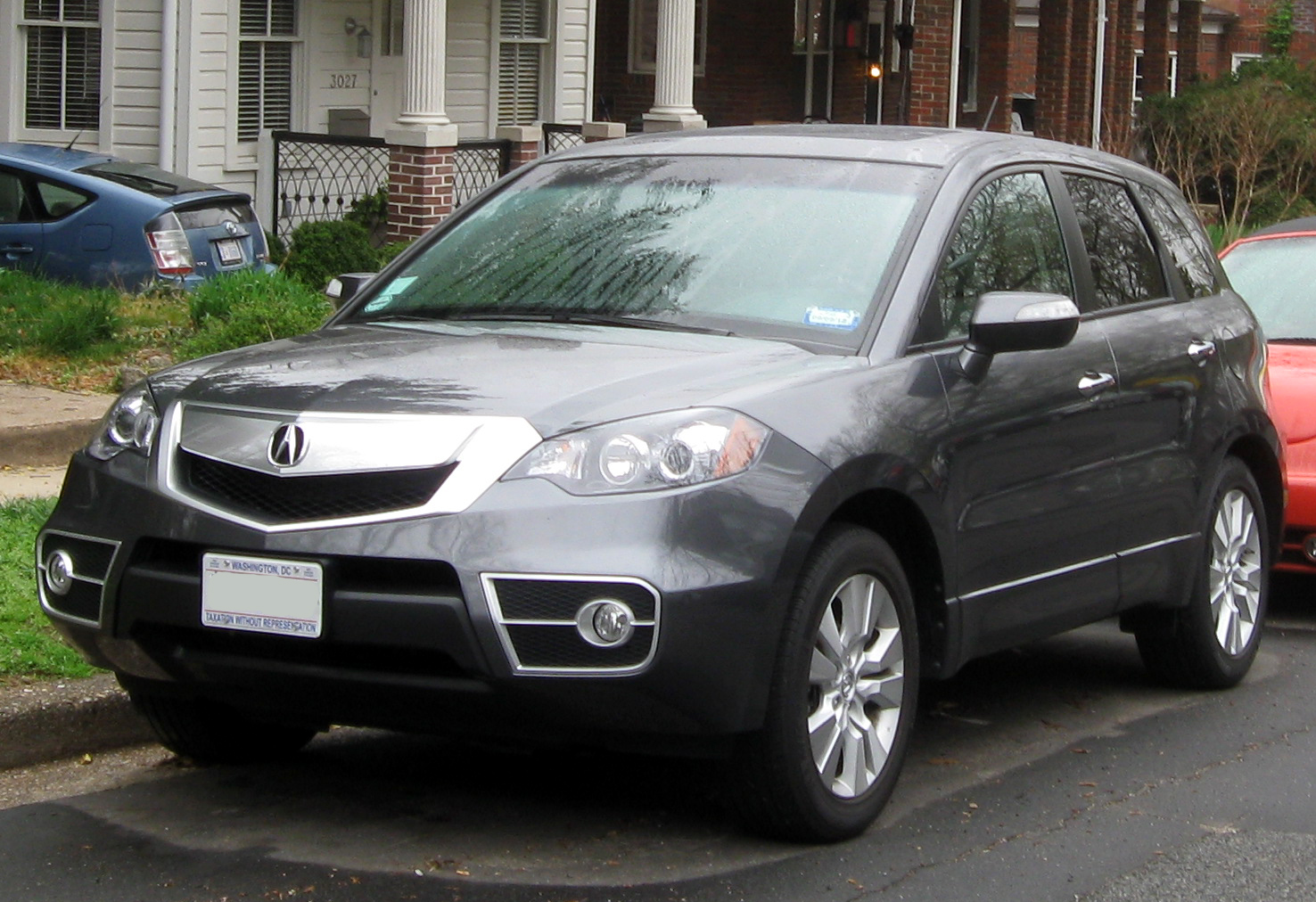
Przód Acury RDX I po liftingu

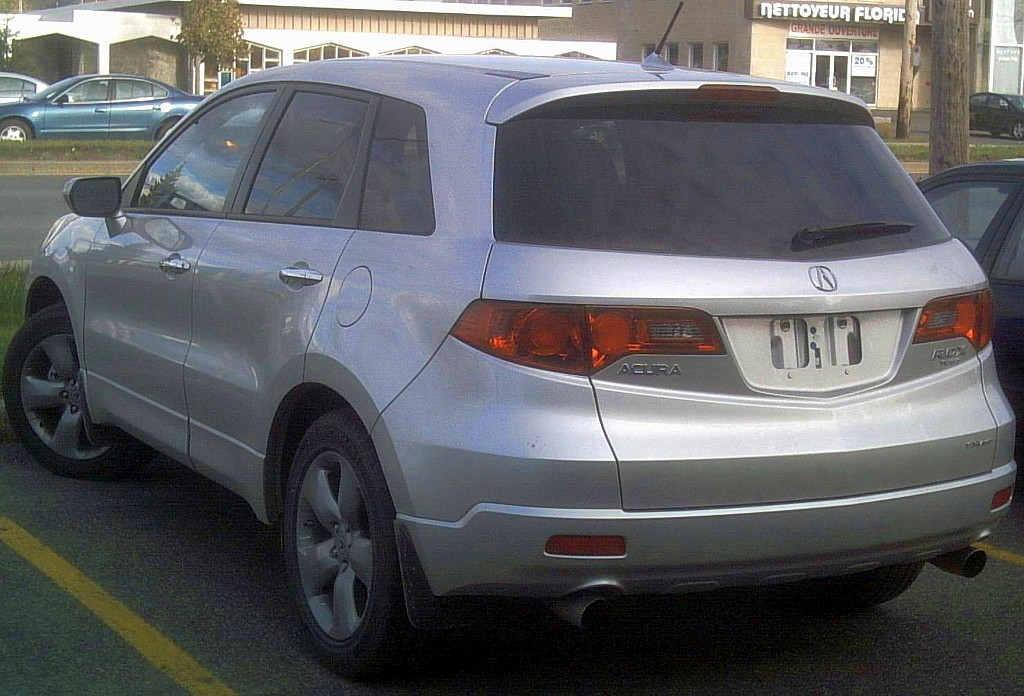
Tył RDX I przed litingiem

Wymiarami i stylistyką pojazd nawiązuje do europejskiej Hondy CR-V, jednak technologicznie auto oparto na całkowicie nowej konstrukcji i nowym wnętrzu. W amerykańskich testach bezpieczeństwa NHTSA auto otrzymało 5 na 5 możliwych gwiazdek.
W 2009 roku auto przeszło facelifting. Przemodelowano m.in. przód pojazdu w który wkomponowano potężnych rozmiarów wlot powietrza oraz grill, nowy tylny zderzak, końcówki wydechu, wzory alufelg, deskę rozdzielczą. 
Standardowe wyposażenie modelu sprzed liftingu obejmuje m.in. system audio z funkcją rozpoznawania głosu, klimatyzację, nawigację satelitarną, skórzane fotele. 

### Silnik
Źródło:
- R4 2,3 l (2300 cm³), 4 zawory na cylinder, DOHC, turbo
- Układ zasilania: wtrysk
- Średnica cylindra × skok tłoka: 86,00 mm × 99,00 mm
- Stopień sprężania: 8,8:1
- Moc maksymalna: 243 KM (179 kW) przy 6000 obr./min
- Maksymalny moment obrotowy: 353 N•m przy 4000 obr./min

## Acura RDX II
Acura RDX II została zaprezentowana podczas targów motoryzacyjnych w Detroit 9 stycznia 2012 roku. 

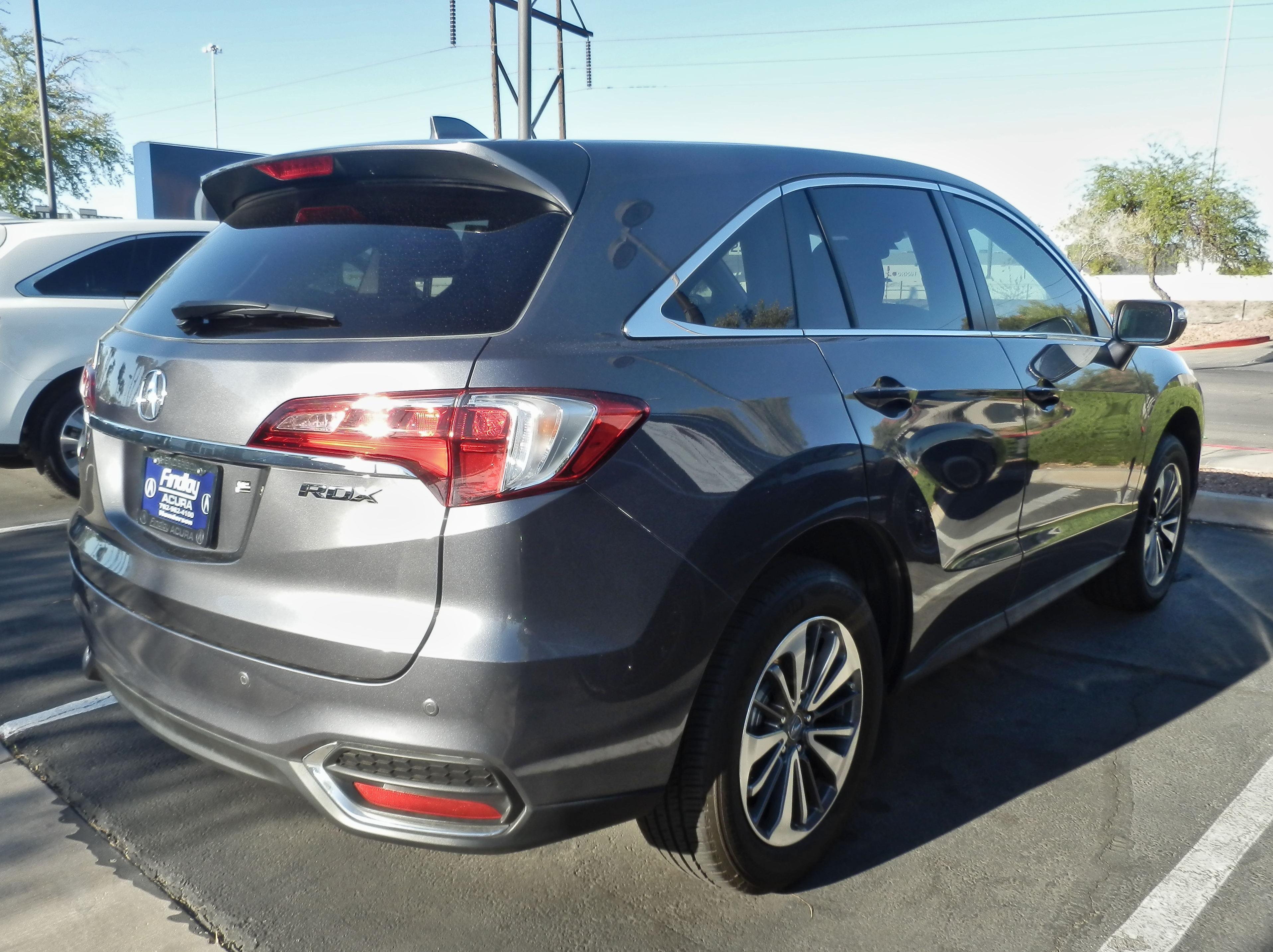
Tył RDX II

Standardowe wyposażenie pojazdu obejmuje m.in. 5-calowy wyświetlacz, czujniki parkowania, centralny zamek z pilotem, przycisk Start&Stop, Bluetooth, dysk twardy.